# Qualificador do Santo Ofício
Qualificador do Santo Ofício era um funcionário com formação em Teologia nomeado por provisão régia para integrar a estrutura da Inquisição Portuguesa, num Tribunal do Santo Ofício, cuja função era dar pareceres sobre livros e proposições recolhidas em denúncias ou declarações dos réus.

## Descrição
Eram teólogos escolhidos de entre os membros das ordens religiosas, tendo-se a cautela, por parte dos diversos tribunais, de encontrar um certo equilíbrio entre as ordens. A presença de um dominicano no Conselho Geral, imposta por diploma régio em 1614, veio perturbar este equilíbrio e esta lógica de funcionamento, embora o dominicano fosse escolhido entre os qualificadores que já tinham experiência de trabalho com a Inquisição.